# キャンベル・ライブ
『キャンベル・ライブ』（英: Campbell Live）は、ニュージーランドのTV3で平日の19:00 - 19:30（ニュージーランド本土時間）に生放送されている報道番組である。マツダ・ニュージーランドが単独提供している。
メディアワークス社は、2015年5月26日、司会のキャンベルとの契約交渉の決裂により同年5月29日を以って、番組を打ち切ると発表した。

## 概要
毎回国内外の時事問題を、インタビューや視聴者の意見を交えて深堀していく。
直前に放送されている夕方のワイドニュース『3 News』からステブレを挟まずに接続される。キャスターはニュージーランドのテレビ司会者でジャーナリストのジョン・キャンベル（John Campbell）。

## 歴史
2005年3月21日初回放送。第1回のテーマはアジア系移民に発給される偽造運転免許証についてだった。また、これまでアル・ゴアやトニー・ブレアなどの要人にもインタビューを行ったことがある。